# Comuna Osica de Jos, Olt
Osica de Jos este o comună în județul Olt, Oltenia, România, formată din satele Bobu și Osica de Jos (reședința).
Legea de înființare a noi comune publicată la 13 iunie 2003, prevede dezlipirea satului Osica de Jos din comuna Dobrun, pentru a forma comuna Osica de Jos împreună cu satul Bobu.
. În limbajul uzual al locuitorilor satului și localităților învecinate, satul este referit și sub numele "Osica Mică", pentru a se face distincția față de localitatea Osica de Sus, care este mai întinsă ca suprafață, și cu o populație mai numeroasă.

## Geografie
Comuna este situată pe drumul județean DJ 643, la 20 kilometri nord de municipiul Caracal, în partea central vestică a județului Olt.
Osica de Jos se află într-o zonă de câmpie, relieful fiind prin urmare de câmpuri agricole. Totuși există și dealuri, dar nu foarte înalte.
Cel mai important curs de apă care de pe teritoriul localității este râul Olteț. Acesta trece prin nord-estul localității la granița sa nord-estică cu comuna Osica de Sus, foarte aproape de confluența sa cu râul Olt.
Un baraj de acumulare cu o suprafață de câteva hectare este amenajat între satele Osica de Jos și Bobu. Apele strânse din precipitații se strâng în acest baraj, excesul de apă putând fi deversat în Olteț, prin intermediul unui canal.
Din punct de vedere etnografic, localitatea Osica de Jos se află în regiunea istorică Oltenia.
De-a lungul timpului comuna s-a aflat în județul Romanați (de la înființare, până în 1950), în  raionul Balș (din 1950, pâna în 1968) și în județul Olt (din 1968, până în prezent).

## Demografie
Componența etnică a comunei Osica de Jos
     Români (91,16%)
     Alte etnii (0%)
     Necunoscută (8,84%)
Componența confesională a comunei Osica de Jos
     Ortodocși (90,51%)
     Alte religii (0,07%)
     Necunoscută (9,43%)
Conform recensământului efectuat în 2021, populația comunei Osica de Jos se ridică la 1.538 de locuitori, în scădere față de recensământul anterior din 2011, când fuseseră înregistrați 1.567 de locuitori. Majoritatea locuitorilor sunt români (91,16%), iar pentru 8,84% nu se cunoaște apartenența etnică. Din punct de vedere confesional, majoritatea locuitorilor sunt ortodocși (90,51%), iar pentru 9,43% nu se cunoaște apartenența confesională.

## Politică și administrație
Comuna Osica de Jos este administrată de un primar și un consiliu local compus din 9 consilieri. Primarul, Marian Pistol[*], de la Partidul Social Democrat, este în funcție din 2016. Începând cu alegerile locale din 2024, consiliul local are următoarea componență pe partide politice:
|  | Partid                    | Consilieri | Componența Consiliului | Componența Consiliului | Componența Consiliului | Componența Consiliului | Componența Consiliului | Componența Consiliului | Componența Consiliului |
|  | ------------------------- | ---------- | ---------------------- | ---------------------- | ---------------------- | ---------------------- | ---------------------- | ---------------------- | ---------------------- |
|  | Partidul Social Democrat  | 7          |                        |                        |                        |                        |                        |                        |                        |
|  | Uniunea Salvați România   | 1          |                        |                        |                        |                        |                        |                        |                        |
|  | Partidul Național Liberal | 1          |                        |                        |                        |                        |                        |                        |                        |

## Obiective turistice
- Biserica Sfântul Nicolae din Osica de Jos, monument istoric;
- Stejari seculari;
- Lumea Oltețului.

## Primari
| Nume            | De la         | Până la       | Partid | Note |
| --------------- | ------------- | ------------- | ------ | ---- |
| Gheorghe Neagoe | 20 iunie 2004 | 15 iunie 2008 | PSD    |      |
| Nicolae Amzu    | 15 iunie 2008 | 5 iunie 2016  | PSD    |      |
| Marian Pistol   | 5 iunie 2016  | prezent       | PNL    |      |
|                 |               |               |        |      |